# Toci

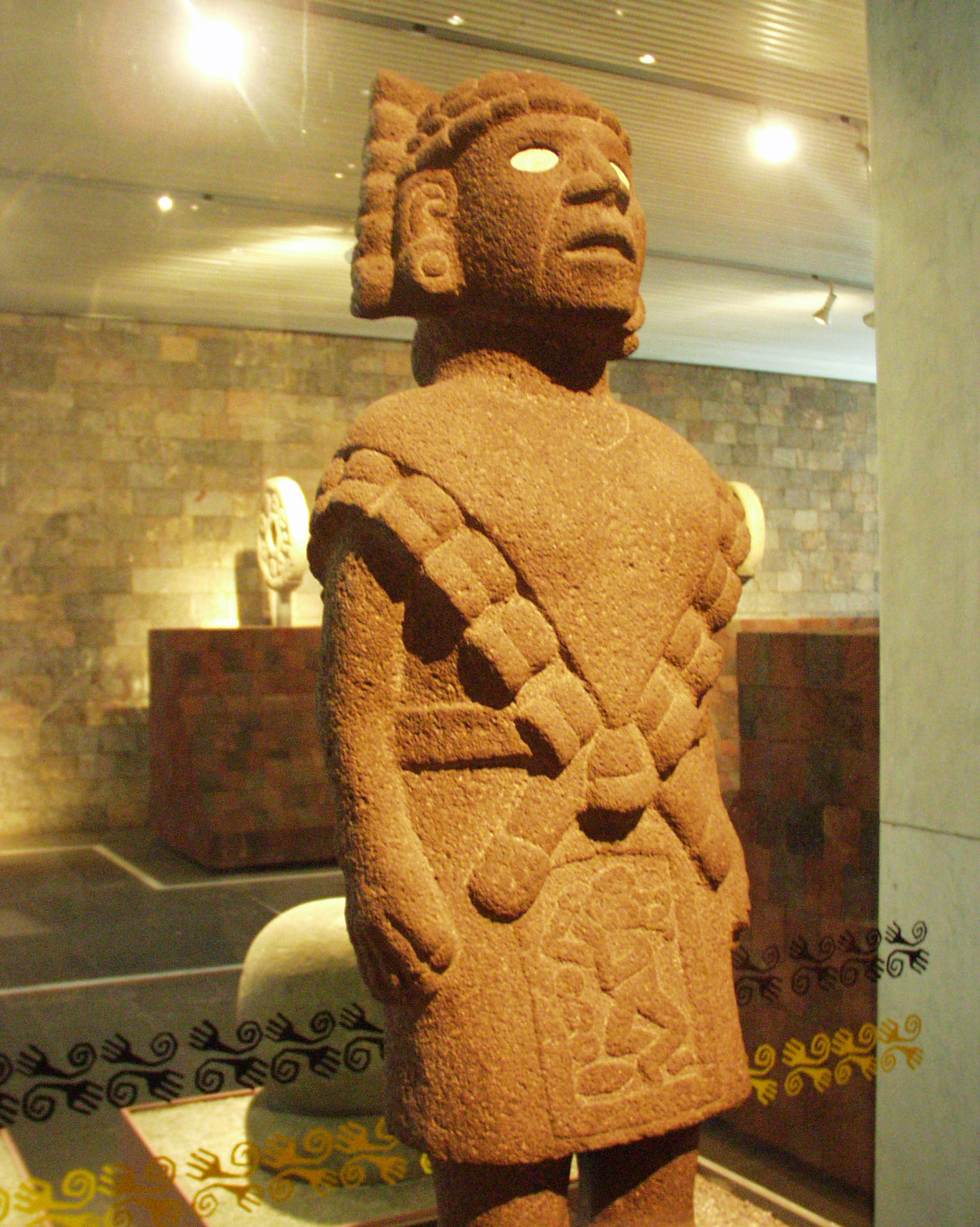
Från antropologimuseeum

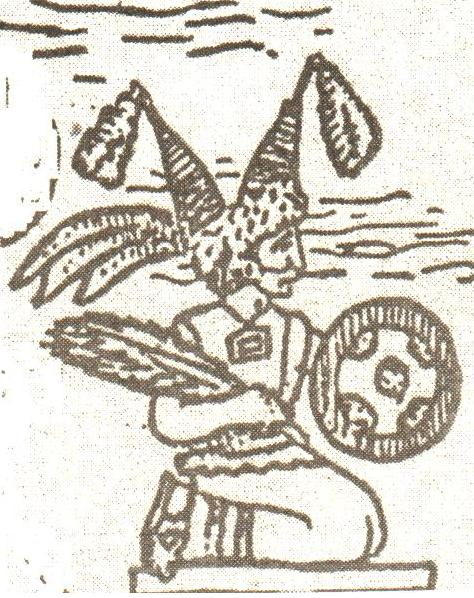
Ur bok

Toci ("Vår mormor") var i aztekisk religion en skapelsegudinna.  Hon är gudarnas mormor men även åldrandets gudinna och moder jord. Till hennes ära hölls skördefester. Hon dyrkades av läkare och barnmorskor och kallas ibland svettbadets gudinna.